# Sveti Andrej, Moravče
Sveti Andrej je naselje v Občini Moravče. Ustanovljeno je bilo leta 1992 iz dela ozemlja naselja Dole pri Krašcah. Leta 2015 je imelo 55 prebivalcev.

## Cerkev svetega Andreja
V naselju stoji cerkev Svetega Andreja, ki je kombinacija poznogotskega prezbiterija in kasneje pozno baročne dozidane rotunde, današnje glavne ladje in portika, še kasneje pa zakristije. Na turške čase spominja samostojno stoječ zvonik, ki ima eno strelno lino, kar dokazuje njegov obrambni pomen. Zvonik je s cerkvijo povezan z mostovžem, preko katerega je dostop do pevske empore. V prezbiteriju so dobro ohranjene freske, ki prikazujejo Kristusov pasijon in upodobitev Lova na enorožca v Zaprtem vrtu. V začetku 16. stoletja jih je naslikal mojster Leonard. Veljajo za ene največjih srednjeveških poslikav na Slovenskem.

## Učna sprehajalna pot Rača
Učna sprehajalna pot Rača omogoča spoznati stavbno, sakralno in drugo dediščino zahodno od Moravč. Poteka ob potoku Rača, ki teče po osamelem kraškem svetu, z nekaj jamami in kraškimi izviri. V apnencu so fosili morskih živali stari okoli dvesto milijonov let. Potok je bil v preteklosti pomemben vir energije, saj je bila na njem vrsta mlinov in žag. Velika značilnost Moravške doline so tudi leseni kozolci.